# 包座戰役遺址
包座戰役遺址位於四川省阿壩州若爾蓋縣包座鄉，文物遺址年代判定為1935年。2002年12月27日公佈為四川省第六批省級文物保護單位。2006年5月25日列為第六批全國重點文物保護單位。